# Choi Ren
Choi Min-ki (hangul: 최민기; hanja: 崔珉起; nascido em 3 de novembro de 1995), mais frequentemente creditado por seu nome artístico Ren (hangul: 렌; hanja: 任), é um cantor e dançarino sul-coreano. É mais popularmente conhecido por ter sido integrante do grupo masculino NU'EST.
Ren é popular por sua aparência andrógina e personalidade peculiar, bem como sua obsessão pela superestrela internacional Lady Gaga.

## Biografia
Ren nasceu em 3 de novembro de 1995 em Busan, Coreia do Sul. Por causa da aparência feminina de Ren, diversos internautas assumiram que NU'EST era um grupo misto.

## Carreira

### Antes da estreia
Ren tornou-se estagiário da Pledis Entertainment através de uma audição realizada em 2010. Durante esse período, Ren realizou numerosas aparições nos lançamentos de música de seus colegas de gravadora como integrante da "Pledis Boys". Ren se tornou dançarino de apoio para A.S. Red & Blue durante as promoções de Wonder Boy, além de colaborar com Happy Pledis para o lançamento da canção de Natal Love Letter, aparecendo em seu videoclipe.
Em japonês, Ren (レン) significa flor de lótus, de acordo com a Pledis Entertainment, Ren trabalhará duro e florescerá como uma flor de lótus na indústria musical.

### 2012–presente: Estreia com NU'EST e outras atividades
Em 15 de março de 2012, Ren realizou sua estreia como integrante do grupo NU'EST com o lançamento de seu single Face.
Desde sua estreia, Ren e seu colega de grupo Minhyun ganharam por causa de suas respectivas aparências e alturas. Ambos desfilaram na F/W Seoul Fashion Week como modelos para o designer Park Yoon Soo (Big Park). Por causa de sua excelente performance, no ano seguinte Ren liderou a pista do 2013 S/S Seoul Fashion Week.
Além de sua carreira musical, Ren segue uma carreira na atuação, realizando aparições em vários dramas coreanos. Em meados de 2013, Ren realizou uma aparição no drama coreano Jeon Woo-chi, ao lado de seu companheiro de grupo Baekho e sua colega de gravadora Uee. No início de 2016, Ren desempenhou o papel principal no filme japonês Their Distance. No mesmo ano, Ren liderou a pista no 2016 F/W HERA Seoul Fashion Week para a coleção outono e inverno da linha de Big Park, desenhadas por Park Yoon Soo. Ren também modelou para uma marca chinesa de roupas que produz modas unissex ou "sem gênero". Muitos internautas consideram Ren um ícone progressivo para seu papel na quebra dos padrões de conformidade de gênero, como ele afirmou antes que a roupa não define uma pessoa.
Em junho de 2017, NU'EST interrompeu suas atividades como um grupo desde que os integrantes Ren, Baekho, Minhyun e JR ingressaram ao reality show Produce 101 Season 2, usando seus nomes verdadeiros. Muitos consideraram o programa como a última chance de NU'EST reconquistar a fama que possuía anteriormente. Durante a exibição do programa, Ren performou Replay do grupo SHINee e obteve o maior ponto da equipe. No desafio baseado em posição, ele performou Playing With Fire de Black Pink e seu vídeo fancam alcançou 1 milhão de visualizações em três dias.

## Discografia
| Ano  | Artista   | Título         | Melhor posições nas paradas | Álbum                  | Notas                                    |
| Ano  | Artista   | Título         | KOR (Gaon)                  | Álbum                  | Notas                                    |
| ---- | --------- | -------------- | --------------------------- | ---------------------- | ---------------------------------------- |
| 2010 | A.S. Blue | Someone Is You | não denota gráfico          | Happy Pledis 1st Album | Coro, com JR, Baekho e Ren               |
| 2017 | Slate     | Oh Little Girl | 22                          | 35 Boys 5 Concepts     | Como concorrente do Produce 101 Season 2 |

## Filmografia

### Séries de televisão
| Ano  | Título                   | Emissora      | Notas                |
| ---- | ------------------------ | ------------- | -------------------- |
| 2013 | Jeon Woo-chi             | KBS           | com Baekho           |
| 2014 | Reckless Family Season 3 | MBC           | Sitcom; com Minhyun  |
| 2015 | The Solitary Gourmet     |               | Drama chinês; com JR |
| 2016 | I'm Not A Girl Anymore   | Naver TV Cast | Websérie             |

### Filmes
| Ano  | Título         | Personagem | Notas                           |
| ---- | -------------- | ---------- | ------------------------------- |
| 2016 | Their Distance | —          | Filme japonês; com JR e Minhyun |

## Videografia

### Aparições em videoclipes
| Ano  | Artista                   | Título                             | Notas                                                 |
| ---- | ------------------------- | ---------------------------------- | ----------------------------------------------------- |
| 2011 | A.S. Red & Blue           | Wonder Boy                         | Como dançarino de apoio                               |
| 2011 | Son Dam-bi & After School | LOVE LETTER                        | Participação especial com Ara, Lime, Minhyun e Baekho |
| 2012 | Happy Pledis              | LOVE LETTER (PLEDIS BOYS VERSION!) | —                                                     |